# Vilaflor de Chasna
Vilaflor de Chasna (noto anche, semplicemente, con la denominazione di Vilaflor) è un comune spagnolo di 1 718 abitanti situato nella comunità autonoma delle Canarie.

## Storia
In questa città è nato Pedro de San José de Bethencourt, missionario in Guatemala e primo santo nativo delle Isole Canarie. Nel punto esatto in cui la sua casa natale è oggi il Santuario del Santo Hermano Pedro.

## Monumenti
- Santuario del Santo Hermano Pedro
- Chiesa di San Pietro Apostolo